# Wifredo Lam
Wifredo Oscar de la Concepción Lam y Castilla (n. 8 decembrie 1902, Sagua La Grande, Villa Clara Province⁠(d), Cuba – d. 11 septembrie 1982, Boulogne-Billancourt, Franța), cunoscut mai ales prin numele de Wifredo Lam, a fost un pictor, litograf, sculptor și ceramist cubanez. 

## Familie
Wifredo Lam s-a născut și a trăit în primii săi ani de viață în Sagua La Grande, un sat din provincia cubaneză Villa Clara, renumită pentru fermele în care este cultivată trestia de zahăr. Tatăl său a fost: un emigrant chinez, comerciant, numit Lam Yam, iar mama, pe nume Ana Serafina Castilla, descendentă din africani și spanioli Wifredo a fost ultimul născut dintre cei opt copii ai părinților săi. p.801 În Sagua La Grande, Lam a trăit între mulți descendenți din familii africane. Familia sa era catolică, dar ca și alte multe familii, păstra și practici legate de tradițiile africane. Prin nașa sa de botez, Matonica Wilson, care era o preoteasă a credinței tradiționale africane Santeria, cunoscută în împrejurimi ca vindecătoare și magiciană, el a fost influențat de riturile africane Contactul cu ritualurile și superstițiile africane i-au marcat puternic concepțiile artistice. 
Copilul Wifredo începe să deseneze foarte devreme. La 12 ani face un portret al tatălui său, remarcabil prin precizia desenului și prin instinctul de a discerne trăsăturile definitorii.p.7
În 1916, Lam a plecat la Havana împreună cu o parte din familie. Familia dorea să studieze dreptul, însă el se înscrie la Academia San Alejandro, unde, între 1918 și 1923, a studiat pictura.p.7 În același timp cu studiile de drept, al a început să fie interesat de plantele tropicale din Grădina botanică
 La 29 iunie 1923 intră în Asociația Pictorilor și Sculptorilor din Havana, iar în martie și aprilie participă la Salonul de Arte frumoase al asociației. Obținând o bursă din partea primăriei din Sagua La Grande, și o sumă de bani din partea familiei, a plecat la Madrid, în toamna lui 1923, pentru a continua studiile. p.7

## Cariera în Europa
În anul 1923, Lam a început să studieze pictura la Madrid, urmând cursurile lui Fernado Alvarez de Sotomayor, custodele Muzeului Prado, care fusese și profesorul lui Salvador Dali. La Prado el a descoperit și a fost impresionat de picturile lui Hieronymus Bosch și ale lui Pieter Brueghel cel Bătrân. Serile le petrecea lucrând împreună cu pictorii tineri, neconformiști. În timp ce primele picturi erau în tradiția modernistă spaniolă, în curând lucrările lui au devenit mai simplificate și decorative.  Deși continua să-i displacă conservatorismul academic, perioada în care a studiat și lucrat în Spania a însemnat o dezvoltare a tehnicii sale în care el a unit o estetică primitivă cu tradițiile compoziției vestice. În 1929, Lam s-a căsătorit cu Eva Piriz dar ea și fiul lor au murit de tuberculoză în 1931; s-ar părea că acestă tragedie personală a contribuit la natura întunecată a operei lui.
În anii 30 Lam a fost supus la o varietate de influențe. Pot fi descoperite, în opera sa din această perioadă, influențele suprarealismului și cea a lui Henri Matisse.  Pe parcursul călătoriilor sale prin Spania, Lam a căpătat simpatie pentru țăranii spanioli, a căror luptă, semăna oarecum cu cea a foștilor sclavi în mijlocul cărora el crescuse în Cuba. Din această cauză, în 1936, la izbucnirea războiului civil din Spania, el s-a poziționat de partea republicanilor și a executat afișe de propagandă. Ia parte la lupte, ca parte activă în regimentul al cincilea al Milițiilor civile și participă la Brigăzile Artistice Internaționale. În 1937 participă la apărarea Madridului. Ajută la crearea Asociației Intelectualilor Antifasciști.p.8 Cunoscând la Barcelona pe artistul catalan Manolo Hugue, acesta i-a dat o scrisoare de recomandare către Picasso, a cărui operă îl impresionase pe Lam, când îi văzuse, în 1936, expoziția deschisă la Madrid. 
În 1938, Lam a plecat la Paris. Cu susținerea lui Picasso, intră în lumea artistică pariziană. La 30 iunie are prima expoziție personală la Paris, care este un succes. Semnează primul contract cu o importantă galerie pariziană.p.8
La izbucnirea războiului, urmată de ocuparea Parisului de armata germană, Lam a plecat la Marsilia, în 1940. Aici a a colaborat cu André Breton, prin ilustrarea cărții acestuia de poeme "Fata Morgana". În 1941 a plecat în Martinica. După escale în Guadelupa, Santo Tomas și Republica Dominicană, s-a îndreptat spre Cuba, stabilindu-se la Havana în 1942.p.8-9

## Anii de la Havana și Paris
După revenirea la Havana, Lam a ales o nouă abordare a tradițiilor afro-cubaneze. El a constatat că urmașii sclavilor erau încă supuși opresiunii, iar cultura afro-cubaneză era degradată și dirijată spre pitoresc, în interesul turismului. Vedea Cuba în pericol de a-și pierde moștenirea africană și de aceea a încercat s-o elibereze de subjugarea culturală.
În plus, timpul petrecut în Cuba a marcat o evoluție rapidă a stilului său. Desenând sub influența studierii plantelor tropicale și a obișnuinței lui cu cultura afro-cubaneză, picturile realizate au început să fie caracterizate de prezența unor personaje hibride -- compuse din fragmente de figuri omenești, animale și vegetale.  Stilul său a devenit astfel deosebit, datorită fuziunii apropierilor de suprarealism și de cubism, cu imagini și simboluri influențate de Santeria  În 1943, a început să lucreze la cea mai cunoscută lucrare a sa "Jungla". Pictura reflectă stilul său de maturitate, reprezentând patru persoane cu măști în loc de figuri, ieșind pe jumătate din vegetația densă a pădurii tropicale. Spre sfârșitul aceluiași an, pictura a fost expusă la Galeria Pierre Matisse din New York, unde a creat controverse. Pictura ilustrează tensiunea dintre modernism, pe de o parte, și vibrația și energia culturii africane, pe de altă parte.  "Jungla" a fost în cele din urmă achiziționată de Muzeul Național de Artă și a fost expusă lângă "Guernica" lui Picasso, cu care a fost comparată.
Lam a continuat să simplifice și să sintetizeze modalitățile de abstractizare și totuși a continuat să picteze figurativ; de asemenea a perseverat în dezvoltarea mitologiei și totemismului care defineau stilul său. În 1946, a petrecut patru luni, împreună cu André Breton, în Haiti, îmbogățindu-și cunoștințele și înțelegerea divinităților și ritualelor magice africane, prin observarea ceremoniilor Voodoo, Cu toate acestea, mai târziu a declarat că contactul său cu spiritualitatea africană pe care a găsit-o pe continentul American, nu a avut un impact direct asupra formării stilului său. Pe de altă parte, s-a spus că lirica africană a avut un efect larg asupra picturii sale. } 1947 apare prima gravură a lui, iar litografia "Quetzal" este inclusă de Robert Altmann în "Portofoliul Numărul 1", alături de lucrări ale unor artiști consacrați. Va continua să lucreze în mod sistematic gravuri în litografie și acvaforte, tot restul vieții. Alejo Carpentier scrie despre el: "Trebuia să fie un pictor al Americii, cubanezul Wifredo Lam, cel care ne-a arătat magia vegetației tropicale, dezlănțuita Creațiune a Formelor ce se găsește în natura din jurul nostru -- metamorfozele și simbiozele ei -- toate acestea în lucrări monumentale, ce poartă o marcă unică în pictura contemporană".În anul 1950, el frecventează atelierul de ceramică al lui Santiago de las Vegas, care a constituit centrul artei ceramice cubaneze, și începe să lucreze și în acest domeniu al artei. În 1952, obține Premiul I al Salonului Național de Pictură, Sculptură și Gravură din Havana, cu lucrarea "Contapunct", pentru ca în 1953 să primească premiul italian Lissone, cu valoare de medalie de aur pentru artiști străini. p.11 În 1952 el s-a stabilit la Paris, după ce până atunci își împărțea timpul între Cuba, New York și Franța.
În 1964-1965 primește premiile Guggemheim International Award în New York și Marzzoto în Valdano, Italia. p.14
Spre sfârșitul vieții el s-a preocupat de sculptură și de mulaje în metal; adesea a prezentat personaje asemănătoare celor din picturile sale.
Wifredo Lam a murit la 11 septembrie 1982, la Paris. La dorința lui, urna cu cenușa i-a fost adusă la Havana și depusă la cimitirul Coln. p.16
Prin cele peste o sută de expoziții pe care le-a prezentat în marile capitale ale lumii, el și a asigurat încă din viață o reputație bine stabilită. În lunile aprilie-iunie 2007, la Muzeul Național de Artă al României, a fost expusă colecția de opere ale lui Wilfredo Lam intitulată "Cartografie intimă".p.1

## Jungla
Pictura "Jungla", care este considerată capodopera lui Lam, este exemplară pentru stilul de maturitate al artistului. Polimorfismul, manieră de exprimare pentru care Lam este bine cunoscut, alătură aspecte ale ființelor umane, animalelor și plantelor, creând creaturi hibride și monstruoase. Compoziția densă, creează un simțământ de claustrofobie, în timp ce formele rămân dificil de diferențiat. Membrele personajelor sunt alungite și nedefinite, în timp ce pe picioarele lăbărțate sunt mult accentuate, fesele sunt sferice iar fețele sunt inspirate din măștile africane. În plus, calitatea iradiantă a compoziției sporește simțământul de ambianță tropicală sugerat de pictură.
Cu toate acestea, "Jungla" nu dorește să descrie un primitivism al Cubei. Mai curând, Lam a avut intenția de a ilustra o anumită stare de spirit, care a fost inspirată, cu siguranță de Santeria. El a aruncat o rază de lumină asupra absurdității la care ajunsese cultura afro-cubaneză, dar mai cu seamă asupra modului în care tradițiile acesteia au fost folosite pentru a atrage turismul într-o manieră de promiscuitate. El a încercat; printr-un mare efort creator, să descrie realitățile vieții poporului său și a obținut recunoaștere entuziastă și celebritate pentru modul în care a făcut-o.

## Moștenire artistică
Picturi reproduse pe mărci poștale emise la 100 de ani de la naștere]]
La fel cum au făcut cei mai mulți artiști ai secolului al XX-lea, Lam a combinat stilurile radicale moderne cu arta "primitivă" a Americii. În timp ce Diego Rivera și Joaquin Torres-Garcia au fost atrași de arta pre-columbiană, el a fost influențat de afro-cubanii contemporani. Lam a sintetizat într-o manieră dramatică strategiile suprarealiste și cubiste, prin încorporarea iconografiei și spiritului religiei afro-cubane. Din această cauză, lucrările sale nu pot fi incluse într-un singur curent. 
El avea credința că societatea se preocupă prea mult de individ și a încercat prin arta sa să prezinte umanitatea ca un întreg. A pictat figuri tipice, creând universalul. Pentru a atinge acest țel, el a pictat adesea măști, în locul fețelor umane. De vreme ce cultura și mitologia cubane acceptau lucrările sale, el s-a preocupat de natura umană și prin aceasta a putut găsi legături și cu alții decât cubanezii.

## Selecție din lucrările și albumele de artă
Cf.
- Deux personnages, (Două personaje). 1938. Colecția Francoise Thesee, Franța.
- Anamu. 1942. Muzeul de Artă Contemporană, Chicago.
- Mother and Child, (Mamă și copil). 1939. Muzeul de Artă Modernă, New York.
- Satan. 1942. Muzeul de Artă Modernă,
- The Jungle, (Jungla). 1943. Muzeul de Artă Modernă, New York.
- Homenaje a jicotea. ca. 1943. Museul de Artă Lowe, Universitatea din Miami.
- Untitled, (Fără titlu). 1945. Galeria Lelong, Paris.
- Le guerrier, (Războinicul). 1947. Galerie Lelong, Paris.
- Le Reve, (Visul). 1947. Muzeul și Grădina de Sculptură Hirshhorn, Institutul Smithsonian.
- Exodo, (Exodul). 1948. Galeria de Artă a Universității Howard, Washington, D.C.
- L'Espirit aveugle, (Spiritul orb). 1948. Muzeul de Artă, Indianapolis.
- Lisamona. 1950. Colecția Steven M. Greenbaum, New Hampshire.
- Les enfants sans âme, (Copii fără suflet). 1964. Muzeul de Artă Modernă, Bruxelles.
- El Tercer Mundo, (Lumea a treia). 1965-1966. Muzeul Național de Belle Arte, Havana.
- Albumul Imagini cu zece acvaforte, prezentat de Marco Valsecchi ,1962
- Albumul Pleni Luna cu zece litografii și cu poezii de José Pierre; prefațat de Ragna Hotter, 1974

## Expoziții
Cf.
- "Wifredo Lam: Pictură" Galeria Pierre, Paris. 30 iunie-14 iulie 1939.
- "Picasso: Desene și Wifredo Lam: Guașe." Galeria Perls, New York. 13 noiembrie-2 decembrie 1939.
- "Lam: Pictură." Galeria Pierre Matisse, New York. 17 noiembrie-5 decembrie 1942.
- "Lam: Pictură." Galeria Pierre Matisse, New York. 6-24 iunie 1944.
- "Lam: Pictură." Galeria Pierre Matisse, New York. 20 noiembrie-8 decembrie 1945.
- "Wifredo Lam." Galeria Pierre, Paris. 12-31 decembrie 1945.
- "Pictorul cubanez Wifredo Lam." The London Gallery, London. 5 noiembrie 1946.
- "Lam: Opere recente 1950." Parcul Central, Havana. 2-15 octombrie 1950.
- "Lam: Acvaforte" la Biblioteca Națională José Marti, Havana, 1963
- "Lam: Retrospectivă" Muzeul Stefelijk, Amsterdam, 1967
- "Lam: Retrospectivă" Muzeul Moderna, Stockholm, 1967
- "Lam: Retrospectivă" Muzeul de Arte Frumoase, Bruxelles, 1967
- "Lam: Ceramică" Galeria Ceramica, Bologna, 1975
- "Lam: Ceramică" Muzeul de ceramică, Albisola, 1975

## Lucrări despre Lam
- "Fernando Ortiz, Wifredo Lam și opera lui văzută de critici importanți", 1950
- "Jose Alvarez Baragano, Wifredo Lam", 1958
- "Jaques Charpier, Lam", 1960
- "Edmundo Desmoes, Lam: Albastri și Negru", 1963
- "Michel Leiris, Wifredo Lam", Milano, Ed. Fratelli Fabbri, 1970
- "Wifredo Lam. Desene", cu o prefață de Phillipe Soupault, Ed. Galileé-Dutrou, 1975
- "Alain Jouffroy, Lumea nouă a lui Lam", 1975
- "Max-Pol Fouchet, Wifredo Lam", 1976
- "Sebastià Gash, Wifredo Lam la Paris", Barcelona, 1976
- "Monografie a lui Lam", în Revista XXe Siècle, numărul 52 din 1979
- "Antonio Nunez Jiménez; Wifredo Lam"; 1982